# Acnemia varipennis
Acnemia varipennis är en tvåvingeart som beskrevs av Daniel William Coquillett 1904. Acnemia varipennis ingår i släktet Acnemia och familjen svampmyggor.
Artens utbredningsområde är Kalifornien. Inga underarter finns listade i Catalogue of Life.